# Neit (hipotetski Venerin mjesec)
Neit je hipotetički prirodni satelit Venere koji je navodno ugledao Giovanni Cassini 1672. i nekolicina drugih astronoma u sljedećim godinama. Prvo navodno viđenje ovog mjeseca bilo je 1650. godine. Astronomi su ga „promatrali“ čak 30 puta do 1770. godine, kada nije bilo novih viđenja i nije pronađen tijekom tranzita Venere 1761. i 1769.

## Otkriće
1672. Giovanni Cassini pronašao je mali objekt u blizini Venere. Nije se posebno obazirao na svoje opažanje, ali kad ga je ponovo vidio 1686., dao je službenu najavu mogućeg Venerinog mjeseca. Objekt su vidjeli i mnogi drugi astronomi tokom dugog razdoblja: James Short 1740., Andreas Mayer 1759, Joseph Louis Lagrange 1761, još osamnaest opažanja 1761., uključujući i jedno u kojem je bila vidljiva mala točka koja slijedi Veneru dok je planet tranzitirao preko Sunca, osam promatranja 1764., i Christian Horrebow 1768. godine. 

## Sažetak opažanja
| Godina | Grad       | Osoba                      | Broj viđenja |
| ------ | ---------- | -------------------------- | ------------ |
| 1645.  | Napulj     | Francesco Fontana          | 3            |
| 1646.  | Napulj     | Francesco Fontana          | 1            |
| 1672.  | Pariz      | Giovanni Domenico Cassini  | 1            |
| 1686.  | Pariz      | Giovanni Domenico Cassini  | 1            |
| 1740.  | London     | James Short                | 1            |
| 1759.  | Greifswald | Andreas Mayer              | 1            |
| 1761.  | Marseille  | Joseph Lagrange            | 3            |
| 1761.  | Limoges    | Jacques Montaingne         | 4            |
| 1761.  | St. Neots  | nepoznata osoba            | 1            |
| 1761.  | Greifswald | Friedrich Artzt            | 1            |
| 1761.  | Krefeld    | Abraham Scheuten           | 2            |
| 1761.  | Kopenhagen | Peter Roedkiær             | 8            |
| 1764.  | Kopenhagen | Peter Roedkiær             | 2            |
| 1764.  | Kopenhagen | Christian Horrebow i drugi | 3            |
| 1764.  | Auxerre    | Marian                     | 3            |
| 1768.  | Kopenhagen | Christian Horrebow         | 1            |

## Zapažanja
Mnogi astronomi nisu uspjeli pronaći niti jedan mjesec tijekom promatranja Venere, uključujući Williama Herschela iz 1768. godine. Cassini je izvorno opažao da Neith predstavlja jednu četvrtinu Venere. Lagrange je 1761. objavio da je Neithova orbitalna ravnina okomita na ekliptiku. Godine 1766. direktor bečkog opservatorija nagađao je da su opažanja na Mjesecu optička iluzija. Rekao je: "svijetla slika Venere reflektirala se u oku i natrag u teleskop, stvarajući manju sekundarnu sliku." Godine 1777. J. H. Lambert procijenio je njegovo orbitalno razdoblje kao jedanaest dana i tri sata. 
Godine 1884. Jean-Charles Houzeau, bivši direktor Kraljevskog opservatorija u Bruxellesu, sugerirao je da je "mjesec" zapravo planet koji kruži oko Sunca svakih 283 dana. Takav bi planet bio u konjunkciji s Venerom svakih 1080 dana, što bi odgovaralo zabilježenim opažanjima. Houzeau je također bio prvi koji je mjesecu dao ime Neit, po egipatskoj božici. 
Belgijska akademija znanosti objavila je članak 1887. u kojem je proučavala svako prijavljeno viđenje Neita. Konačno, utvrdili su da većinu viđenja mogu objasniti zvijezde koje su se nalazile u blizini Venere, uključujući Chi Orionis, M Tauri, 71 Orionis, Nu Geminorum i Theta Librae.